# Sinocyclocheilus cyphotergous
Sinocyclocheilus cyphotergous är en fiskart som först beskrevs av Dai, 1988.  Sinocyclocheilus cyphotergous ingår i släktet Sinocyclocheilus och familjen karpfiskar. IUCN kategoriserar arten globalt som sårbar. Inga underarter finns listade i Catalogue of Life.